# Синаксар
Синаксар — зібрання; спочатку збори вірян на свято, надалі — зібрання відомостей:
- Частина церковного Уставу (Типікон), що містить богослужбові вказівки на весь рік.
- Збірник історичних відомостей про свято або про будь-якого святого. Синаксарі поміщені в Мінеях і Тріодях (пісній і квітній) на всі свята, починаючи від Тижня митаря і фарисея і до Тижня всіх святих. Вони поміщаються зазвичай після 6-ї пісні святкового канону після кондака і ікоса (або тропарів). Якщо канон складається з трьох або двох пісень, то Синаксар знаходяться перед передостанньою піснею (восьмою).
- Так само називається і особлива книга, яка містить окремі Синаксарі; в російській традиції вона більш відома під назвою Пролог.
- У Російській церкві зазвичай синаксарі за службами не читаються, проте в деяких монастирях і храмах читають житія святих або опис святкових подій. У Великий піст, на утрені четверга 5-ї седмиці, читається житіє преподобної Марії Єгипетської.